# Flubromazolam
Flubromazolam ist eine chemische Verbindung des Broms aus der Gruppe der Triazolobenzodiazepine. Die Verbindung wurde nie als Medikament vermarktet, taucht jedoch als Designerdroge auf. Die Verbindung ist hochwirksam und kann schon bei oraler Einnahme einer Dosis von 0,5 mg zu Betäubung und Amnesie führen.

## Gewinnung und Darstellung
Flubromazolam kann durch Reaktion von 1-Acetyl-1,2,4-triazol mit Flubromazepam dargestellt werden.

## Eigenschaften
Flubromazolam hat eine lange Halbwertszeit von circa 20 Stunden, im Vergleich zur Stammverbindung Flubromazepam (HWZ: 106 Stunden) weist Flubromazolam eine geringere Halbwertszeit und eine deutlich gesteigerte Potenz auf, 200 µg Flubromazolam entsprechen 4 mg Flubromazepam. Als Metaboliten konnten eine monohydroxylierte und eine debrominierte Verbindung identifiziert werden, wobei die erstere für bis zu 28 Tage nach der Einnahme bei der Analyse von Urinproben nachgewiesen werden konnte. Der Nachweis von Flubromazolam kann durch verschiedene Verfahren, wie die Kernspinresonanzspektroskopie/Gaschromatographie-Massenspektrometrie NMR/GC-MS, Flüssigchromatographie-Massenspektrometrie (LC-MS/MS) oder Flüssigchromatographie-Quadrupol-Flugzeit-Massenspektrometrie  (LC-Q-ToF-MS), erfolgen.